# Kakushiken Oninotsume
Kakushi ken: Oni no tsume (隠し剣 鬼の爪 Ẩn kiếm quỷ trảo) là một đoản biên tiểu thuyết của nhà văn Nhật Bản Fujisawa Shūhei, đồng thời cũng là tên gọi của bộ phim được dựng từ tiểu thuyết này. Bài viết này tập trung vào phiên bản điện ảnh của đạo diễn Yamada Yōji và nam tài tử Nagase Masatoshi thủ vai chính, được phát hành vào ngày 30 tháng 10 năm 2004.

## Khái yếu
Kakushiken Oninotsume là tác phẩm Jidaigeki thứ hai được dựng từ tiểu thuyết thời đại của nhà văn Fujisawa Shūhei. Tác phẩm này đã độc chiếm giải thưởng điện ảnh trong nước Nhật khi nó được phát hành và là phần tiếp theo của Tasogare no Seibei, tác phẩm đã được đề cử giải thưởng Akademy dành cho phim ngoại quốc hay nhất tại Mỹ quốc.
Nội dung bộ phim lồng ghép từ "Kakushiken Oninotsume", một truyện ngắn trong series "Kakushiken" (thanh ẩn kiếm) của nhà văn Fujisawa Shūhei và truyện ngắn "Yuki akari" (ánh tuyết). Bộ phim xoay quanh câu chuyện của một võ sĩ phương Bắc trong thời khắc giao mùa của xã hội Nhật Bản, khi cái cũ bị phá bỏ và văn minh Tây âu được tiếp nhận. Toàn bộ phim là một góc nhìn nhân bản về thân phận con người và những mối quan hệ xã hội. Nhân vật chính trong phim luôn khổ tâm về giai cấp Samurai của mình và bị lôi kéo vào cuộc nổi loạn do một người bạn gây ra. Bên cạnh đó, anh còn phải chống chọi với dư luận của thiên hạ khi thầm yêu cô hầu gái, người có thân phận thấp hèn và đây là điều không thể chấp nhận được trong một xã hội vốn đặt nặng tôn ti trật tự.

## Nội dung
Câu chuyện xảy ra tại phiên trấn giả tưởng Umisaka ở miềng Đông Bắc nước Nhật, vào cuối thời Mạc phủ Edo. Nửa đầu phim có nhịp điệu khá trầm, chủ yếu miêu tả tình cảm nhẹ nhàng của Katagiri Munezō với cô hầu gái Kie. Sau khi Kie đi lấy chồng, Munezō trải qua những ngày tháng tẻ nhạt, giữ gìn tiết tháo của một Samurai điển hình trong bối cảnh đất nước ngày càng Âu hóa, tiếp xúc với nhiều thứ văn minh từ phương Tây. Nhưng tình yêu thầm kín của một Samurai dành cho nàng hầu gái là điều không thể chấp nhận được trong cái xã hội cũ kỹ vẫn chưa thoát khỏi những suy nghĩ lạc hậu của đám Samurai nơi quê mùa.
Nửa sau của bộ phim biến chuyển khá nhanh, khi Munezō hay tin một thân hữu của mình là Hazama Yaichirō tạo phản chống lại Mạc phủ, bị đầy về xứ để hành hình. Qua bao nhiêu âm mưu bẩn thỉu của đám quan lại bất tài, Munezō bị buộc phải giết chết người bằng hữu của mình với danh nghĩa giúp phiên trấn thanh trừng phản loạn. Nhưng rồi biết được vợ của Hazama bị lợi dụng trong vụ việc này nên đâm cổ tự sát theo chồng, Munezō quyết tâm dùng bí chiêu "ẩn kiếm quỷ trảo" để báo thù cho bạn mình.
Cuối phim, Munezō quyết định vứt bỏ thân phận Võ sĩ Samurai của mình để sống một đời thường dân, tìm đến chỗ nàng Kie để bày tỏ tình yêu của mình....

## Các diễn viên chính
- Nagase Masatoshi: vai Katagiri Munezō
- Matsu Takako: vai Kie
- Yoshioka Hidetaka: vai Shimada Samon
- Ozawa Yukuyoshi: vai Hazama Yaichirō
- Tabata Tomoko: vai Shimada Shinō
- Tanaka Min: vai Toda Gensai

## Staff
- Đạo diễn: Yamada Yōji
- Kịch bản: Yamada Yōji, Asama Yoshitaka
- Nguyên tác: Fujisawa Shūhei
- Hãng sản xuất: Shōchiku
- Giám đốc sản xuất: Yamamoto Ichirō
- Giám sát mỹ thuật: Nishioka Yoshinobu
- Chỉ đạo từ địa phương: Yamasaki Seisuke
- Chỉ đạo võ thuật: Kuzeshi Chōkai, Office Big
- Thời lượng: 131 phút
- Ngôn ngữ: tiếng Nhật

## Các giải thưởng
- Nippon Academy shō
- Giải thưởng phim ưu tú nhất tại liên hoan phim Zimbabwe

## Mục liên quan
- Bushi no Ichibun